# Wir danken dir, Gott, wir danken dir
Wir danken dir, Gott, wir danken dir (in tedesco, "Ti ringraziamo, Dio, ti ringraziamo") BWV 29 è una cantata di Johann Sebastian Bach.

## Storia
La cantata venne scritta nel 1731 per l'inaugurazione del nuovo consiglio municipale di Lipsia, avvenuta il 27 agosto dello stesso anno. Bach, successivamente, riutilizzò la musica del movimento corale per il Gratias agimus tibi e per il Dona nobis pacem della sua Messa in Si minore BWV 232.

## Struttura
La Wir danken dir, Gott, wir danken dir è composta per soprano solista, contralto solista, tenore solista, basso solista, coro, tromba I, II e III, timpani, archi, oboe I e II e basso continuo ed è suddivisa in otto movimenti:
1. Sinfonia.
2. Coro: Wir danken dir, Gott, wir danken dir.
3. Aria (tenore, violino): Halleluja, Stärk und Macht.
4. Recitativo (basso): Gottlob! es geht uns wohl!
5. Aria (soprano, oboe, archi):Gedenk an uns mit deiner Liebe.
6. Recitativo (contralto, coro): Vergiß es ferner nicht, mit deiner Hand.
7. Aria (contralto): Halleluja, Stärk und Macht.
8. Corale: Sei Lob und Preis mit Ehren.

Questa cantata è una delle pochissime cantate sacre di Bach aperta da un movimento totalmente orchestrale. La musica è un arrangiamento del preludio dalla partita per violino BWV 1006. L'organo solista suona la parte originale per violino, mentre l'orchestra esegue l'accompagnamento.
Il primo coro è scritto sul secondo versetto del salmo 75. Il basso enuncia il tema, seguito ad imitazione dal tenore, dal contralto e dal soprano. Il controsoggetto illustra il racconto delle meraviglie di Dio, rimarcando le parole verkündigen (proclama) e Wunder (meraviglie). In seguito anche le trombe prendono parte alla polifonia. Bach adattò la musica, solo con lievi modifiche, per il Gratias della sua messa per la corte di Dresda nel 1733. Successivamente integrò la musica nella Messa in Si minore BWV 232.